# Волтер Ліні
Волтер Ліні — англіканський священик, перший прем'єр-міністр Республіки Вануату.

## Біографія
Народився 1942 року на острові Пентекост. Здобув освіту в місіонерській школі, потім вирушив на навчання до Нової Зеландії, де 1970 року отримав духовний сан.
За часів колоніального панування на Нових Гебридах активно виступав за незалежність кондомініуму. На початку 1971 року з групою «інтелектуалів» заснував «Культурну асоціацію Нових Гебрид», яка у подальшому трансформувалась у Новогебридську національну партію (потім перейменовано на Партію Вануаку). В січні 1978 року був обраний на пост заступника головного міністра Законодавчої Асамблеї Нових Гебрид. 1979 року став головним міністром Ради міністрів кондомініуму, а 1980, після здобуття Новими Гебридами незалежності, — прем'єр-міністром незалежної держави Вануату.
Перше десятиріччя перебування при владі Волтера Ліні характеризувалось сміливою державною політикою, конфронтацією з багатьма провідними державами світу й боротьбою з партизанським рухом всередині країни. Головною доктриною державного будівництва того часу став меланезійський соціалізм, де знайшли відображення місцеві звичаї, що підкреслюють колективістські уявлення про солідарність і взаємну допомогу, а також ідеї про сумісне володіння й обробку землі.
Відносини з Францією за часів прем'єрства Ліні були натягнутими, попри те, що вона надавала країні серйозну фінансову підтримку. З країни були навіть вислані три французьких посли. Напруженість у відносинах була спричинена підтримкою французьким урядом повстання на острові Еспіріту-Санто 1980 року, під час якого було оголошено про створення незалежної держави Вемерана, а також колоніальною політикою в Новій Каледонії, що продовжувала, на думку Ліні, мати місце.
1983 року Вануату встановила дипломатичні відносини з режимом Фіделя Кастро на Кубі, який підтримав незалежність островів, а згодом і з революційним режимом Лівії. Активно розвивалось співробітництво з Радянським Союзом, з яким 1987 року було підписано угоду про рибальство.
Незважаючи на тісну співпрацю з соціалістичними країнами, Ліні проводив політику неприєднання до військово-політичних блоків, виступав проти випробування ядерної зброї в тихоокеанському регіоні, що негативно позначалось на двосторонніх відносинах із США, та співробітництві з іншими острівними державами Меланезії та Океанії. За часів прем'єрства Ліні були також встановлені дружні відносини з Австралією та Новою Зеландією, які почали витісняти колишні колоніальні держави з Океанії, передусім, Велику Британію та Францію.
Обраний прем'єр-міністром курс різко критикувався політичною елітою Вануату: членами Союзу поміркованих партій, президентом Джорджем Сокоману й політиком Бараком Сопе. В результаті президент і відомий політик були заарештовані й засуджені до тюремного ув'язнення за підготовку заколоту й державного перевороту.
До початку 1990-их років авторитет прем'єр-міністра різко впав. Свою роль відіграли накопичення Ліні міністерських портфелів, часте звільнення чинних міністрів, ворожнеча з ключовими представниками судової влади, постійні сутички з окремими ЗМІ, які різко критикували його політику, викриття його зв'язків з в'єтнамським бізнесменом та експатрійованим американським підприємцем. Тому вже влітку 1991 року опоненти Ліні в партії проголосували за його виключення з Партії Вануаку, а 6 вересня 1991 року він залишив пост глави уряду. Однак Ліні вирішив не йти з політичної сцени та заснував нову політичну партію — Національну об'єднану партію, яка під час наступних парламентських виборів, наприкінці 1991 року, утворила коаліцію з Союзом поміркованих партій.
Помер Волтер Ліні 21 лютого 1999 року в столиці Вануату, місті Порт-Віла.